# Carrie Henn
Pour les articles homonymes, voir Henn.
Carrie Henn, née Caroline Marie Henn  le 7 mai 1976 à Panama City, est une enseignante américaine. Elle est connue pour avoir joué enfant un des rôles principaux du film Aliens, le retour (1986).

## Biographie
Carrie Henn est née le 7 mai 1976 à Panama City en Floride. Elle est la sœur de Christopher Henn, qui est également son frère dans le film Aliens, le retour. Elle est mariée et a deux enfants.
Son père était dans les United States Air Force et Carrie a passé une partie de son enfance en Angleterre. C’est dans une école à Lakenheath qu’elle a été auditionnée pour le film Aliens, le retour de James Cameron. Elle y interprète le rôle de Rebecca « Newt » Jorden. Elle n’avait aucune expérience dans le cinéma avant de tourner pour ce film. Depuis, elle n'a jamais joué dans un autre film ni aucune autre production audiovisuelle. Elle continue toutefois d'apparaître dans des documentaires, émissions de télévision ou conventions spécialisées, où elle revient sur son unique expérience cinématographique.
Diplômée de l'université d'État de Californie  en 2000, elle est devenue enseignante et vit près de Stanislaus en Californie.

## Filmographie
- 1986 : Aliens, le retour : Rebecca « Newt » Jorden
- 1992 : Alien 3 : Rebecca « Newt » Jorden (caméo)

## Distinctions
Récompense :
- Saturn Awards 1987 : meilleur(e) jeune acteur ou actrice pour Aliens, le retour

Nominations :
- Young Artist Awards 1987 : meilleur second rôle féminin dans un long métrage pour Aliens, le retour
- DVD Exclusive Awards 2003 : meilleur commentaire audio pour les DVD Alien Quadrilogy (aux côtés d'autres intervenants)

### Documentaires
- 2001 : Alien Evolution d'Andrew Abbott et Russell Leven
- 2002 : The 'Alien' Saga de Brent Zacky
- 2014 : Alien Encounters: Superior Fan Power Since 1979 de Andrew David Clark